# Хачиров, Станислав Витальевич
Станислав Витальевич Хачиров (род. 28 февраля 1990) — российский борец вольного стиля, серебряный призёр чемпионата России 2015 года, участник и призёр всероссийских и международных турниров, мастер спорта России. Выступает в весовой категории до 74 кг. Его наставниками в разное время были Т. А. Караев, Ц. Р. Тибилов и Г. Ш. Беришвили. Живёт во Владикавказе. На соревнованиях представляет местный ЦСКА.

## Спортивные результаты
- Чемпионат России по вольной борьбе 2015 года — ;
- Международный турнир памяти Д. А. Кунаева 2018 года — ;